# 丹司葛德
丹司葛德 （1922年8月30日 – 2011年1月8日 ）為丹麦已故科學/古气候学家 。 他曾是哥本哈根大学的地球物理学名誉教授，並且是丹麦皇家科学院，瑞典皇家科学院 ， 冰岛科学院和丹麦地球物理学会的会员 。